# Белорусский диалект русского языка
Белорусский диалект, он же белорусский вариант русского языка — диалект русского языка и его региональный/национальный/этнический вариант в Беларуси, отличительный от трасянки — смешанной белорусско-русской речи.

## Название
По отношению к белорусскому диалекту могут использоваться следующие термины: русский язык / русская речь (в) Беларуси; белорусский русский; белорусский вариант русского; белорусский национальный/региональный вариант русского языка (или же разновидность); белорусский нациолект/этнолект/региолект/диалект русского языка. Среди исследователей нет чёткого мнения, как классифицировать белорусский вариант русского языка.

## Особенности
Норма русского литературного языка в речи русскоговорящего белорусского населения имеет значительные колебания, которые обусловлены различными факторами: социальными, национальными, эстетическими, хронологическими, культурными. С момента распада СССР изменения в белорусском варианте русского языка, по мнению многих белорусских учёных, стали более значительными. Эти изменения фиксируются на всех уровнях языковой системы: фонетическом, морфологическом, и в первую очередь, лексическом, так как лексика является наиболее подвижным уровнем языка.
Как указывала Валентина Маслова, для русского языка в Беларуси характерно сильное влияние национального языка, что выражается в следующих фактах:
- Фонетика: под влиянием белорусского языка в русской речи можно услышать фрикативное [г], твёрдое [ч], «цеканье» — употребление [ц'] вместо мягкого [т'], твёрдое [р] вместо мягкого [р']. Белорусам почти неподвластна редукция гласных, их речь характеризуется изменением акцентологических форм и другими особенностями фонетики[1]. Сюда же относят «дзеканье» (звонкая аффриката [дз] на месте мягкого [д] и [тс] на месте мягкого [т], например дзень вместо день), звук [г] — фрикативный, твёрдый [ч] и твёрдый [р] в случаях перед йотированными гласными [е], [и], [я]: рака (река), Бранск (Брянск). Часто отмечается «яканье»: запятая (с более отчётливым звуком [а] вместо нормативного редуцированного гласного переднего ряда, близкого к [и])[3].
- Морфология: в управлении — пойти до до́му вместо пойти домой; в формообразовании — купля́ть вместо покупать, снить вместо приснилось; формы рода у притяжательных местоимений, нормативные для белорусского языка — и́хний, е́йный, ево́нный[3].
- Лексика: жители страны в русской речи употребляют заимствования из белорусского, например, чаму́ (почему), жо́нка (жена), хло́пец (парень, мальчик), гро́шы (деньги), гарэ́лка (водка), сябры́ (друзья), до́бра (хорошо), бу́льба (картофель), ха́та (дом), ра́бить (делать), ве́жа (башня), шуфля́дка (выдвижной ящик), пала́ц (дворец), бура́к (свекла), листапа́д (ноябрь), бу́ська (поцелуйчик), калыха́нка (колыбельная), кве́тка (цветок)[3][4].

## Употребление
Подобные отличия в русской речи характерны как для людей с невысоким уровнем образования, так и для общественно значимых фигур: политиков, руководителей различного уровня и т. п. Елена Глинка привела такой пример, когда в программе, посвящённой успехам Белкоопсоюза, прозвучавшая в русской речи телеведущего фраза «Какие белорусские пры́смаки вы к нам принесли?» внесла бо́льшую яркость и экспрессивность, нежели русский перевод слова прысмаки — «вкусности».